# Jana Hubinská
Jana Hubinská (* 7. červen 1964 Bratislava) je slovenská herečka a zpěvačka.

## Filmografie
- 1986 Modrá zelená zóna
- 1987 Sukňa lenže zelená
- 1989 Divoká srdce
- 1993 Fontána pre Zuzanu 2
- 1995 Auf dünnem Eis
- 1997 Zdivočelá země (role Ilona Maděrová)
- 1997 Princezna a chuďas
- 1998 Peniaze alebo život
- 1999 Mučivé tajomstvo
- 2001 Žabák (TV film)
- 2002 Děvčátko (role Emina matka)
- 2003 Strážce duší
- 2003 Pupendo
- 2003 Nevěrné hry (role Mária)
- 2005 3 plus 1 s Miroslavem Donutilem
- 2005 Tunel smrti
- 2005 Rodinné tajomstvá
- 2005 Příběhy obyčejného šílenství
- 2006 Experti (role prof. Němcová)
- 2007 Chyťte doktora (role MUDr. Tereza Sýkorová)
- 2008 Děti noci (role doktorka)
- 2009 Ženy mého muže
- 2009 Rádio
- 2009 Proč bychom se netopili
- 2009 Dôverní nepriatelia
- 2011 Jazzus
- 2013 Revival